# Космаревская Кулига
Космаревская Кулига — деревня в Нюксенском районе Вологодской области.
Входит в состав Городищенского сельского поселения, с точки зрения административно-территориального деления — в Космаревский сельсовет.
Расстояние до районного центра Нюксеницы по автодороге — 44 км, до центра муниципального образования Городищны по прямой — 4 км. Ближайшие населённые пункты — Матвеевская, Задний Двор, Левково.
По переписи 2002 года население — 39 человек (19 мужчин, 20 женщин). Преобладающая национальность — русские (95 %).